# Ana Paula Ribeiro Tavares
Ana Paula Ribeiro Tavares (Lubango, tỉnh Huíla, Angola, ngày 30 tháng 10 năm 1952)  là một nhà thơ người Angolan.

## Đời sống
Cô bắt đầu bằng đại học về lịch sử tại Đại học Lubango (ISCED- Viện Khoa học và Giáo dục), chuyển đến Lisbon, năm 1996, cô hoàn thành bằng Thạc sĩ Văn học Châu Phi. Hiện đang sống ở Bồ Đào Nha, cô là tiến sĩ. ứng cử viên trong văn học và giảng dạy tại Đại học Công giáo Lisbon.
Từ năm 1988 đến năm 1990, Tavares là thành viên của Hội đồng Giải thưởng Văn học Quốc gia ở Angola, và cũng là người đứng đầu Văn phòng Nghiên cứu của Trung tâm Tài liệu và Nghiên cứu Lịch sử Quốc gia tại Luanda từ năm 1983 đến 1985. Nhà thơ này cũng là thành viên của một số tổ chức văn hóa, bao gồm Ủy ban của Hội đồng Bảo tàng Quốc tế Angolan (ICOM), Ủy ban của Hội đồng Di tích và Di tích Quốc tế Angolan (ICOMOS), và Ủy ban vềAngola cho UNESCO. Thơ và văn xuôi của Ana Paula Tavares đã được xuất bản trong tuyển tập ở Bồ Đào Nha, Brazil, Pháp, Đức, Tây Ban Nha và Thụy Điển.

## Công trình
- Ritos de Passagem (1985)
- O Sangue da Buganvília (1998)
- O Lac da Lua (1999)
- Dizes-me coisas amargas como os frutos (2001)
- Một Cabeça de Salomé (2004)
- Os olhos do homem que chorava no rio (với Manuel Jorge Marmelo) (2005)
- Hướng dẫn sử dụng para amantes desesperados (2007)